# Rosyth
Rosyth (skotsk gaeliska: Ros Saidhe eller Ros Saoithe) är en stad belägen vid Firth of Forth i Skottland, 4,8 km söder om Dunfermlines centrum. Enligt 2007 års folkräkning har staden 12 865 invånare.
Staden började byggas 1909 som hamnstad till Dunfermline. Den är byggd som en trädgårdsstad. För närvarande[när?] har hamnen den enda direkta färjetrafiken till europeiska fastlandet från Skottland (tjänsten slutade i september 2008 och återupptogs i maj 2009 under en ny operatör, Norfolkline). Rosyth ligger intill Inverkeithing, åtskild endast av motorvägen M90. Rosyths järnvägsstationen ligger på Fife Circle Line.